# Ercegovci
Ercegovci – wieś w Chorwacji, w żupanii splicko-dalmatyńskiej, w gminie Dicmo. W 2011 roku liczyła 143 mieszkańców.